# Historischer Verein Neuburg

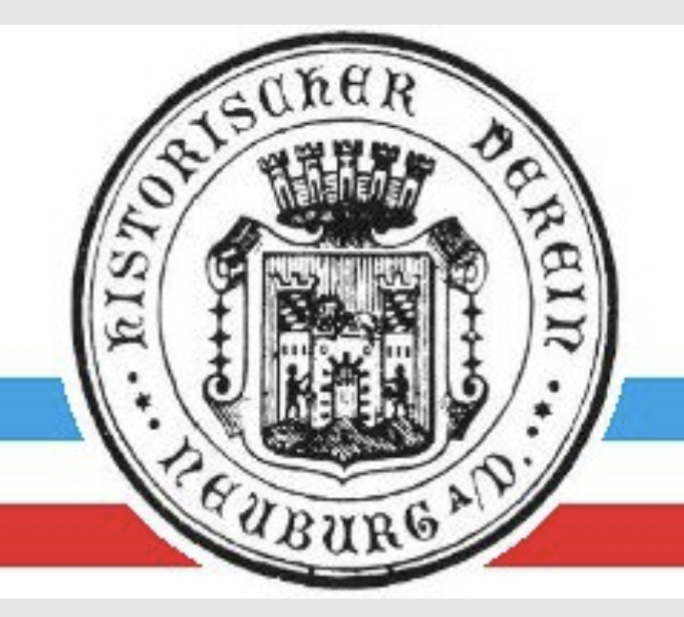
Wappen des Historischen Vereins Neuburg

Der Historische Verein Neuburg an der Donau e. V. ist ein gemeinnütziger Verein mit Sitz in Neuburg an der Donau, der sich zur Aufgabe gemacht hat, das historische Erbe der Stadt Neuburg, des Landkreises Neuburg-Schrobenhausen und darüber hinaus der Gebiete des ehemaligen Fürstentums Pfalz-Neuburg zu bewahren, zu erforschen und bekannt zu machen. Er besitzt umfangreiche und bedeutende historische Sammlungen und ist Träger des Stadtmuseums Neuburg im Weveldhaus sowie Leihgeber des Neuburger Schlossmuseums. Der Verein wurde 1833 gegründet und zählt zu den ältesten Historischen Vereinen in Bayern, wie auch das von ihm seit 1835 herausgegebene Neuburger Kollektaneenblatt zu den frühesten seiner Art gehört. Vereinsvorsitzender ist Marcus Prell.

## Aufgaben
Der Historische Verein Neuburg setzt sich ein für die Bewahrung, Erwerbung und Erschließung sowie die öffentliche Zugänglichmachung der kulturgeschichtlichen Zeugnisse seines Wirkungsgebiets. Er widmet sich der Erforschung der Geschichte und Vorgeschichte der Orte und Personen seiner Region sowie des Fürstentums Pfalz-Neuburg, seiner Regenten und bedeutenden Persönlichkeiten. Der Verein fördert durch volksbildendes Wirken das Bewusstsein und die Verantwortung für die Pflege des historisch-kulturellen Erbes in seinem Gebiet.

## Aktivitäten
Seine Ziele versucht der Historische Verein Neuburg durch eine Reihe von Aktivitäten zu erreichen:
- Herausgabe der Jahresschrift Neuburger Kollektaneenblatt
- Veranstaltung von Vorträgen, Führungen, Ausstellungen und Studienfahrten
- Bildung von Arbeitskreisen für die verschiedenen Aufgabenbereiche des Vereins
- Betreuung und Ergänzung der vereinseigenen historischen Bibliotheks-, Bild, Medien- und Archivbestände
- Pflege, Konservierung, Verwaltung und Ausbau des Sammlungsbestandes
- Betreuung des mehrheitlich aus Sammlungsbeständen des Vereins als Dauerleihgabe eingerichteten Schlossmuseum Neuburg an der Donau
- Pflege der Tradition des Fürstentums Pfalz-Neuburg im Zusammenwirken mit anderen historischen Vereinen, wissenschaftlichen Einrichtungen und weiteren Interessengruppen

## Geschichte
Der Historische Verein Neuburg geht auf einen Kabinettsbefehl König Ludwig I. zurück, mit dem dieser 1827 zur Gründung von Historischen Vereinen in den Kreisen des Königreichs Bayern aufrief. In Neuburg konstituierte sich am 30. Juli 1833 der Historische Filialverein Neuburg an der Donau. Im Januar 1835 erschien das erste Collectaneenblatt als Beilage zum Neuburger Wochenblatt. Es sollte als Publikationsorgan des Vereins Beiträge zur lokalen und regionalen Geschichte veröffentlichen. Die Gründungsphase wurde vor allem von dem Kaufmann, Kunstsammler, Heimat- und Vorgeschichtsforscher Joseph Benedikt Graßegger geprägt, der auch durch seine Nachkommen zum großen Mäzen des Historischen Vereins wurde. Unter anderem schenkte seine Schwiegertochter Amalie Graßegger dem Verein vier kostbare Wandteppiche des Pfalzgrafen Ottheinrich. 1873 wurde ein erstes Museum in Neuburg eingerichtet, so dass die Vereinssammlungen ausgestellt werden konnten. 1884 wurde der Name des Vereins in Historischer Verein Neuburg an der Donau geändert. In der Zeit des Nationalsozialismus erfolgte eine von der NS-Ideologie beeinflusste Satzungsänderung und die Umbenennung in Heimatverein. 1939 konnte das Weveldhaus als künftiges Museum angekauft werden. Nach Kriegsende konstituierte sich der Verein neu. Er erhielt 1950 den Namen Historischer Verein (Heimatverein). 1950/1951 wurde das Heimatmuseum im Weveldhaus eröffnet. Der Vereinsname wurde 1970 noch einmal auf Heimatverein – Historischer Verein geändert, bevor der Zusatz Heimatverein wegen des seit der NS-Zeit problematischen Heimat-Begriffs ganz weggelassen wurde. 1987 konnte nach langjährigen Vorbereitungen das Schlossmuseum Neuburg an der Donau eröffnet werden. Ein großer Teil der Exponate sind Leihgaben des Historischen Vereins. Das Heimatmuseum war 1985 geschlossen worden und das Weveldhaus (mittlerweile in städtischem Besitz) wurde umfassend renoviert. 2005 konnte dort das neue Stadtmuseum eröffnet werden, dessen Träger der Historische Verein Neuburg bis heute ist. Der Verein zählt aktuell über 700 Mitglieder.
Matthias Schieber (1928–2001), Vorsitzender von 1980 bis 2000, war Ehrenbürger der Stadt Neuburg an der Donau in Anerkennung seiner vielseitigen kulturellen und kommunalpolitischen Tätigkeiten. Seine Nachfolger als Vereinsvorsitzende waren Roland Thiele (2000–2018) und Michael Henker (2018–2024). Am 13. Dezember 2024 wurde Marcus Prell zum Vorsitzenden gewählt.